# Fernando Niembro
Fernando Juan Niembro (Buenos Aires, 7 de diciembre de 1947)es un periodista deportivo, comentarista, empresario y político argentino. Actualmente forma parte de ESPN.

## Trayectoria
Fernando Juan Niembro nació en el barrio porteño de Mataderos en el seno de una familia de clase media, siendo hijo de Paulino Niembro, sindicalista y presidente de Nueva Chicago.

### Carrera periodística
Egresado de la Escuela del Círculo de Periodistas Deportivos, comenzó su carrera en el Diario La Nación como comentarista de fútbol. Condujo en los años 1980 un programa radial (Sport '80) Radio Mitre, junto con Néstor Ibarra, Diego Bonadeo, Marcelo Araujo, Adrián Paenza, Roberto Eguía y Guillermo Salatino analizando la Selección Argentina.
En el año 1991 Niembro era Secretario de Medios de la Presidencia de la Nación, y fue imputado en una causa radicada en el Juzgado Federal N° 5 cuyo titular era Agustín Irurzun, por violación de los deberes de funcionario público, defraudación en perjuicio del Estado Nacional e infracción a la Ley Penal Tributaria.
Conduce un programa de televisión en el canal Fox Sports llamado La última palabra y condujo desde enero del 2008 hasta el 2010 el programa Vamos Con Niembro por AM Del Plata después de trabajar en Radio La Red. Junto con Mariano Closs o Sebastián Vignolo comenta los principales partidos de fútbol de Fox Sports en competencias como Copa Libertadores, Copa Sudamericana, Copa Intercontinental y clasificatorias a la Copa Mundial. Desde 2009 también es comentarista de los partidos de la UEFA. [cita requerida]
En enero de 2011 condujo Niembro en acción por Radio Belgrano.
Desde 2012 conduce en Radio 9 AM950 La Deportiva. Desde 2013 es la voz de PES junto a Mariano Closs para Latinoamérica.
Fundó junto al periodista Marcelo Araujo la Escuela Superior de Ciencias Deportivas, que luego se fusionó con el Instituto Superior de Crónica por razones económicas,
dedicándose a la educación para los empleados públicos de la Ciudad de Buenos Aires, siendo la tercera institución con mayor facturación en esta área.
El periodista deportivo Fernando Niembro fue operado cuatro veces del corazón mediante angioplastia coronaria con stents por el cardiólogo intervencionista pionero Luis de la Fuente, siendo una de ellas de urgencia. En el 2018 tuvo una angioplastia en la arteria renal a cargo del mismo cardiólogo.
Fue acusado de recibir pauta publicitaria del gobierno de la Ciudad de Buenos Aires de parte de Mauricio Macri en medio del escándalo desatado a raíz de las denuncias contra Fernando Niembro. En el Boletín Oficial de la Ciudad, figura como beneficiario a Canal 4 de Posadas, el cual su dueño negó recibir pauta oficial del gobierno porteño. Sin embargo, afirmó que se destinaba al canal Misiones Cuatro, propiedad del político misionero del Pro Ramón Puerta.
También comentó junto con Carlos Antonio Vélez y Eduardo Luis López los partidos del Mundial de Rusia 2018 para el Canal RCN de Colombia en competencia al Canal Caracol y su franja el Gol Caracol

Polémico, agudo y parcializado. Desmereciendo muchas veces a equipos no argentinos fue como se ganó el rechazo de algunos amantes del fútbol.

### Carrera política
Proveniente de una familia política, su padre Paulino Niembro fue un dirigente sindical y presidente del Club Nueva Chicago entre 1971 y 1975.
Durante la presidencia de Carlos Saúl Menem fue secretario de Prensa y Difusión (1990-1991) y vocero del expresidente, presentando la renuncia un año después al conocerse que la pauta publicitaria del canal estatal ATC, dependiente de esa Subsecretaría, se comercializaba por medio de una empresa privada de su propiedad.
En 2001 selló un acuerdo con Gustavo Beliz e Irma Roy, para ser candidato a diputado, detrás de Irma Roy por la Ciudad de Buenos Aires. Es uno de los fundadores del partido PRO.
En abril de 2013 Fútbol para todos, que lleva adelante la Secretaría de Comunicación Pública de la Jefatura de Gabinete de Ministros, diciendo que “no se debe gastar dinero en el Fútbol para todos” para mí el ingreso de periodistas debería ser por concurso. A mí me tocó trabajar en Canal 7 y entré por acomodo, pero no me gusta”.
Niembro, manifestó su interés de “acompañar al PRO en el lugar que Macri determine”. Así encabezó la lista de candidatos a diputado nacional por la Provincia de Buenos Aires por el Frente Cambiemos, compuesto por el PRO, UCR y la Coalición Cívica. El 16 de septiembre de 2015, Niembro presentó la renuncia a su candidatura, posiblemente debido a las denuncias a La Usina y su contrato con el Gobierno de la Ciudad de Buenos Aires.2011}}</ref>En 2016 a través de diferentes investigaciones se supo que Fernando Niembro no era el único que recibía pauta del gobierno porteño en condiciones irregulares. Siete radios comunitarias advirtieron que la pauta que recibieron de un intermediario es mucho menor que la que figura en los registros en la página web del gobierno porteño. Diversos políticos del PRO recibieron a través de Godoy millonarias pautas publicitarias, a los 23 millones de pesos de Niembro sin pasar por licitaciones y sin publicar en el Boletín oficial se suman otros cuatro millones de pesos que recibió el excandidato macrista en Mendoza Orly Terranova.A partir de las denuncias sobre irregularidades que hicieron directivos de otras cuatro radios y de un sitio web, se descubrió la faltante casi nueve millones de pesos en la pauta publicitaria de la gestión macrista. Un canal denunció ante la Justicia que en la web Buenos Aires Data figuraba que habría recibido $ 700 millones por publicidad que, asegura, nunca recibió. La denuncia incluyo además de a Niembro a Mauricio Macri, María Eugenia Vidal, a Miguel de Godoy, y al de comunicación social, Pablo Gaytán.

## Medios de comunicación

### Televisión

#### Telefe
- Copa Mundial de Fútbol (1998)
- El Equipo del Mundial (1998)
- Copa Mundial de Fútbol (2010)
- Copa América (2011)
- Eliminatorias Brasil 2014 (2011-2013)

#### FOX Sports
- Central Fox (1997-2015)
- Copa Sudamericana (2002-2015)
- Copa Libertadores (2002-2015, 2022-presente)
- Recopa Sudamericana (2003-2015)
- La Última Palabra (2008-2016)
- Liga de Campeones de la UEFA (2009-2015)
- Liga Europa de la UEFA (2009-2015)
- Supercopa de Europa (2009-2015)

#### DEPORTV
- Retratos (2017)
- Retratos Mundial (2018)

#### Canal RCN (Colombia)
- Mundial Rusia (2018)
- Liga Águila (2017-2018)
- UEFA Champions League (2017-2018)
- Copa América (2021) (solo alcanzó a estar en algunos partidos ya para la última semana de junio sale y es reemplazado por el técnico colombiano Juan José Peláez)

#### ESPN
- ESPN FC (2020)
- Copa Sudamericana (2021-presente)
- Copa de la Liga Profesional (2021-presente)
- Liga Profesional de Fútbol (2021-presente)
- Copa Libertadores (2022-presente)

#### ESPN Prémium
- Liga Profesional de Fútbol (2021-presente)
- Copa de la Liga Profesional (2021-presente)

#### ExtraTV
- De Una con Niembro (2024-presente)

### Radio
Radio La Red
- De una

#### Radio Del Plata
- Vamos con Niembro

Radio Belgrano
- Niembro en acción
- Las voces del fútbol
- De una con Niembro

AM 990
- De una con Niembro

#### Radio Rivadavia
- La Oral Deportiva

## Críticas y denuncias
El abogado Antonio Liurgo denunció a Niembro por supuesta administración fraudulenta, la cual fue desestimada.
Niembro fue imputado por un fiscal federal, por el delito de lavado de activos con su productora 'La Usina'. La causa está caratulada como "lavado de dinero".
Según el portal Infonews, Niembro habría recibido a través de su productora La Usina Producciones, una cifra multimillonaria del gobierno de la Ciudad de Buenos Aires. Niembro habría recibido  21 millones de pesos en concepto de “pauta publicitaria” para sus programas y de otros servicios prestados al gobierno de la Ciudad entre 2012 y 2015. La empresa habría sido creada exclusivamente para facturarle servicios al Gobierno de la Ciudad de Buenos Aires. La productora no contaba con empleados registrados, estaba inscripta en un rubro que no corresponde a los servicios supuestamente ofrecidos y fue vendida por el propio Niembro a 20 mil pesos, luego de facturar 21 millones de pesos en tres años, desde que ocurrió este hecho, Niembro ha tenido que reducir al mínimo sus apariciones en televisión debido al fuerte repudio que recibe por parte del público.
En el año 2001 tres oficiales superiores del Ejército Argentino querellaron a Fernando Niembro por injurias. Según la denuncia Niembro manifestó durante la transmisión de un partido de fútbol en vísperas al Día del Veterano y de los Caídos en la Guerra de Malvinas que el minuto de silencio debía realizarse «en homenaje para los heroicos soldados que combatieron en las Malvinas» y «que quede en claro que me refiero a los verdaderos héroes, a los soldados, y no a los cobardes oficiales».[cita requerida] Entre los denunciantes se encontraban Mario Castagneto, quien fuera jefe de la Compañía de Comandos 601.